# Leptopentacta cucumis
Leptopentacta cucumis is een zeekomkommer uit de familie Cucumariidae.
De wetenschappelijke naam van de soort werd in 1826 gepubliceerd door A. Risso.